# Burgstall Trogen
Der Burgstall Trogen ist eine abgegangene mittelalterliche Wasserburg in der Gemeinde Trogen im Landkreis Hof in Bayern. Von der im 17. Jahrhundert abgebrannten Wasserburg sind keine Reste erhalten.